# Przemysław Bluszcz
Przemysław Bluszcz (sinh ngày 13 tháng 3 năm 1970 tại Piotrków Trybunalski) là một diễn viên người Ba Lan.

## Sự nghiệp
Przemysław Bluszcz tốt nghiệp Học viện Nghệ thuật Sân khấu Quốc gia AST ở Kraków - Chi nhánh Wrocław vào năm 1996. Anh diễn xuất trên sân khấu tại các nhà hát như: Nhà hát Dramatyczny ở Legnica (1997-1999), Nhà hát im. Helena Modrzejewska ở Legnica (1999-2008) và Nhà hát Ateneum ở Warsaw (từ năm 2009).
Ngoài sự nghiệp diễn xuất trên sân khấu, Przemysław Bluszcz còn được khán giả biết đến trong khoảng 100 bộ phim điện ảnh và phim truyền hình Ba Lan. Trong đó, anh nổi tiếng với các bộ phim như: W dół kolorowym wzgórzem (2004), Skazany na bluesa (2005), Jesteś Bogiem (2012), Kac Wawa (2011) và Konwój (2016). Riêng bộ phim W dół kolorowym wzgórzem (2004) giúp Przemysław Bluszcz mang về giải thưởng ở hạng mục Diễn xuất đầu tay tại Liên hoan phim Ba Lan ở Gdynia lần thứ 29.
Przemysław Bluszcz vinh dự được trao tặng Huy chương Thập tự đồng (Krzyż Zasługi - 2002) và Huy hiệu "Công lao vì Legnica" ("Zasłużony dla Legnicy" - 2007) vì những thành tựu trong sáng tạo nghệ thuật.